# Le Père Serge
Pour les articles homonymes, voir Le Père Serge (homonymie).
Le Père Serge est une nouvelle de Léon Tolstoï parue en 1911. 
Le Père Serge, dont l'écriture fut terminée en 1898, a été publié dans le tome II des Œuvres posthumes éditées par Alexandra Lovna. La nouvelle raconte le long et difficile chemin vers la sainteté d'un homme orgueilleux.

## Résumé
Vers 1840, le prince Stéphane Kassatsky est un jeune officier promis à un brillant avenir. Il avait perdu son père à douze ans et ses seuls défauts étaient ses colères et son amour-propre.
Depuis toujours, il a le goût de l'excellence : être le premier, être admiré. Il travaillait énormément, et quand il avait atteint le but qu’il s’était fixé, il le délaissait et s'en fixait un nouveau. Ainsi, il avait appris le français, les sciences, les règlements militaires et commandait maintenant l'escadron d'honneur des cuirassiers du Tsar. Quand il eut décidé de rentrer dans le grand monde, il avait appris à danser et s'était fiancé avec l'une des plus belles demoiselles de la cour. Il la voulait vierge et quand, à deux semaines de leur mariage, elle croit son amour assez fort pour supporter l’idée qu’il n’est pas le premier homme dans sa vie - elle a été la maîtresse du Tsar Nicolas Ier -, elle lui avoue sa relation passée. Ebranlé, lui la quitte, démissionne de l'armée et rentre au couvent : il sera moine. 
Il devient le disciple du supérieur et s'applique là aussi à devenir le meilleur des moines. Il obéit aux ordres, et cette obéissance l'empêche de souffrir de la monotonie de la vie monacale. Seul vient le troubler le souvenir de son ex-fiancée.
Au bout de trois ans, il devient prêtre. Quatre années plus tard, il sait tout et s'ennuie. Il est nommé dans un couvent proche de Moscou. Là-bas, les tentations féminines mettent sa chasteté à l’épreuve. Il quitte ce monastère pour aller à Tambino : il sera moine ermite.
À quarante neuf ans, le Père Serge vit reclus depuis six ans. Il lutte contre les doutes et le désir charnel. Une femme riche, belle, courtisée par tous les hommes, Malovkina, fait le pari avec un ami de passer une nuit dans la cellule du Père Serge. Elle lui demande asile sous un prétexte, se déshabille pendant qu’il prie dans la pièce à côté. Sentant sa volonté faiblir, il se mutile d'un doigt. Il veut éprouver une douleur plus importante que n'est la tentation. Malovkina, stupéfaite, lui demande pardon. Il lui ordonne de partir. Un an plus tard, elle prendra le voile.
Les années passent. La renommée du Père Serge dépasse la région. On vient le voir pour obtenir une guérison, un conseil, une bénédiction. Il est un  starets, et le monastère en tire profit. Un marchand qui a fait quatorze cents verstes pour faire guérir sa fille de vingt-deux ans se jette à ses pieds : sa fille est malade. Seul avec la belle Marie, le Père Serge sent le désir monter en lui. Elle lui avoue avoir rêvé de lui. Ils passent la nuit ensemble.
Le lendemain, le Père Serge quitte secrètement le monastère, déguisé en paysan. Un ange en rêve lui a révélé d'aller voir sa cousine Prascovia Nicolaëvna Pachégnka. Cette femme a été le souffre-douleur de la famille, de son mari et doit maintenant subvenir aux besoins de sa fille, son gendre et de leurs cinq enfants.
À son contact, le Père Serge comprend la signification de la sainteté. Il abandonne alors jusqu'à son nom et part comme pèlerin sur les routes. Il finira déporté en Sibérie, où il est jardinier et s'occupe des enfants et des malades.

## Personnages
- Prince Stéphane Kassatsky, puis devient le Père Serge.
- Mary, fiancée de Stéphane, a été la maîtresse de Nicolas Ier.
- Malovkina, divorcée, belle, riche, elle tente en vain de séduire le Père Serge.
- Marie, vingt-deux ans, fille d’un marchand, neurasthénique, elle a rêvé de coucher avec le Père Serge et y parvient.
- Prascovia Nicolaëvna Pachégnka, cousine de Stéphane, modèle d’abnégation. Elle va révéler au Père Serge la vraie sainteté.

## Extraits
- La sœur de Stéphane sur son frère : « Elle comprenait qu'il s'était fait moine pour se sentir supérieur à ceux qui avaient voulu lui montrer qu'il leur était inférieur. Et elle avait vu juste.  »

- Le starets écrivant au Père Serge : « Si tu avais renoncé aux honneurs pour Dieu, tu l’aurais supporté, l’orgueil n’est pas encore éteint en toi. »

- Malovkina devant des prétendants : « Toujours la même boue ; des visages rouges, luisants, l’odeur du vin et du tabac ; toujours les mêmes pensées et les mêmes discours qui tournent autour de ce qu’il y a de plus répugnant. »

- Le Père Serge pour échapper à Malovkina : « Je viens tout de suite, dit-il, et saisissant la hache de sa main droite, il posa l’index de sa main gauche sur le billot, leva la hache et l’abattit sur le doigt…»

- Stéphane en voyant sa cousine Prascovia : « Pachégnka est précisément ce que je devrais être et ne fus pas. Sous prétexte de vivre pour Dieu je vivais en réalité pour les hommes, tandis qu’elle vit pour Dieu en s’imaginant qu’elle vit pour les hommes.»

## Édition française
- Le Père Serge, traduit par Boris de Schloezer, Éditions Gallimard, « Bibliothèque de la Pléiade », 1960  (ISBN 2 07 010565 2).

## Adaptations cinématographiques
- Le Père Serge (1917) de Yakov Protazanov ;
- Le Père Serge (1978) de Igor Talankine ;
- Le Père Serge (1945) de Lucien Ganier-Raymond ;
- Le Soleil même la nuit (1990) des Frères Taviani.